# F
F (wymowa: ef, minuskuła: f) – szósta litera alfabetu łacińskiego, dziewiąta litera alfabetu polskiego. Oznacza zwykle w danym języku spółgłoskę szczelinową wargowo-zębową bezdźwięczną, np. [f].

## Historia
| Protosemickie W | Fenicki waw | Grecka Digamma | Etruskie V lub W | Łacińskie F |
| --------------- | ----------- | -------------- | ---------------- | ----------- |
|                 |             |                |                  | Roman F     |

## Grafemy i symbole oparte na F
| Niektóre litery diakrytyzowane i ligatury | Niektóre litery diakrytyzowane i ligatury | Niektóre litery diakrytyzowane i ligatury | Niektóre litery diakrytyzowane i ligatury | Niektóre litery diakrytyzowane i ligatury | Niektóre litery diakrytyzowane i ligatury | Niektóre litery diakrytyzowane i ligatury | Niektóre litery diakrytyzowane i ligatury | Niektóre litery diakrytyzowane i ligatury | Niektóre litery diakrytyzowane i ligatury | Niektóre litery diakrytyzowane i ligatury |
| ----------------------------------------- | ----------------------------------------- | ----------------------------------------- | ----------------------------------------- | ----------------------------------------- | ----------------------------------------- | ----------------------------------------- | ----------------------------------------- | ----------------------------------------- | ----------------------------------------- | ----------------------------------------- |
| F́ f́                                       | F̀ f̀                                       | F̄ f̄                                       | Ḟ ḟ                                       | Ƒ ƒ                                       | F̧ f̧                                       | ﬀ                                         | fi                                        | ﬂ                                         | ﬃ                                         | ﬄ                                         |
| Znaki alfabetów fonetycznych              |                                           |                                           |                                           |                                           |                                           |                                           |                                           |                                           |                                           |                                           |
| ʄ                                         | ᶂ                                         |                                           |                                           |                                           |                                           |                                           |                                           |                                           |                                           |                                           |
| Symbole i skróty                          |                                           |                                           |                                           |                                           |                                           |                                           |                                           |                                           |                                           |                                           |
| ƒ                                         | ₣                                         | ℉                                         | ℱ                                         |                                           |                                           |                                           |                                           |                                           |                                           |                                           |

## Inne reprezentacje
| Sygnalizacja                            | Sygnalizacja       | Sygnalizacja | Język migowy | Język migowy | Język migowy | Alfabet Braille’a |
| flaga Międzynarodowego Kodu Sygnałowego | Alfabet semaforowy | Kod Morse’a  | francuski    | kanadyjski   | polski       | Alfabet Braille’a |
| --------------------------------------- | ------------------ | ------------ | ------------ | ------------ | ------------ | ----------------- |
|                                         |                    | Fⓘ           |              |              | i            |                   |

## Kodowanie
| Znak                   | F                      | F                      | f                    | f                    |
| ---------------------- | ---------------------- | ---------------------- | -------------------- | -------------------- |
| Nazwa w Unikodzie      | Latin Capital Letter F | Latin Capital Letter F | Latin Small Letter F | Latin Small Letter F |
| Kodowanie              | dziesiątkowo           | szesnastkowo           | dziesiątkowo         | szesnastkowo         |
| Unicode                | 70                     | U+0046                 | 102                  | U+0066               |
| UTF-8                  | 70                     | 46                     | 102                  | 66                   |
| Odwołania znakowe SGML | &#70;                  | &#x0046;               | &#102;               | &#x0066;             |
| ASCII                  | 70                     | 46                     | 102                  | 66                   |
| EBCDIC                 | 198                    | C6                     | 134                  | 86                   |

1. ↑  W tym pochodne ASCII, takie jak DOS, Windows, ISO-8859 i Macintosh.